# آندرئا پاگوتو
آندرئا پاگوتو (ایتالیایی: Andrea Pagoto؛ زادهٔ ۱۱ ژوئیهٔ ۱۹۸۵ ‏(۳۹ سال)) دوچرخه‌سوار اهل ایتالیا است.